# ابی‌الصلت
امیه بن عبد العزیز بن ابی الصلت (حدود ۱۰۶۸ م. – ۲۳ اکتبر ۱۱۳۴) ستاره‌شناس، فیلسوف، و موسیقی‌دان اهل آندلس بود.